# Lubiczk

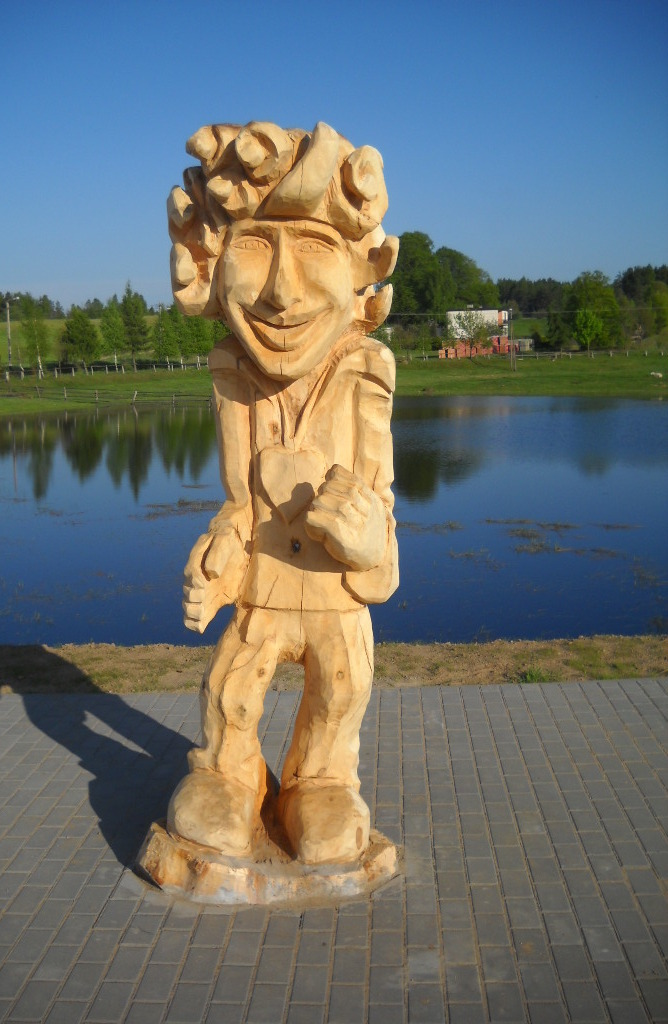
Lubiczk, rzeźba wykonana przez artystę ludowego Jana Redźko

Lubiczk – kaszubski duch opiekuńczy miłości i seksu. Wierzono, że Lubiczka przekazują sobie zakochani, a on sprawia, iż nie mogą już żyć bez siebie.
Drewniana figura przedstawiająca Lubiczka, jako jedna z 13 figur szlaku turystycznego „Poczuj kaszubskiego ducha" współfinansowanego ze środków unijnych i wykonana przez Jana Redźko na podstawie opracowania "Bogowie i duchy naszych przodków. Przyczynek do kaszubskiej mitologii" Aleksandra Labudy, znajduje się w miejscowości Kobylasz.